# Alfabetul semaforic
Alfabetul semaforic (din greaca veche σῆμα (sêma) „semn” și - φέρω (- phero) „-purtător” [1]), numit și „semaforul steagului”, este un tip de comunicare nonverbală cu scopul de a transmite informații la distanță prin intermediul semnalelor vizuale, formate din gesturi făcute din brațe și mână.  Alfabetul a fost adoptat și utilizat pe scară largă (cu steaguri de mână înlocuind brațele mecanice ale semafoarelor obturatoare) în lumea maritimă în secolul al XIX-lea.[2] Este încă folosit în timpul reaprovizionării în curs pe mare și este acceptabil pentru comunicații de urgență în timpul zilei sau folosind baghete aprinse în loc de steaguri noaptea.

## Semnele alfabetului semaforic internațional

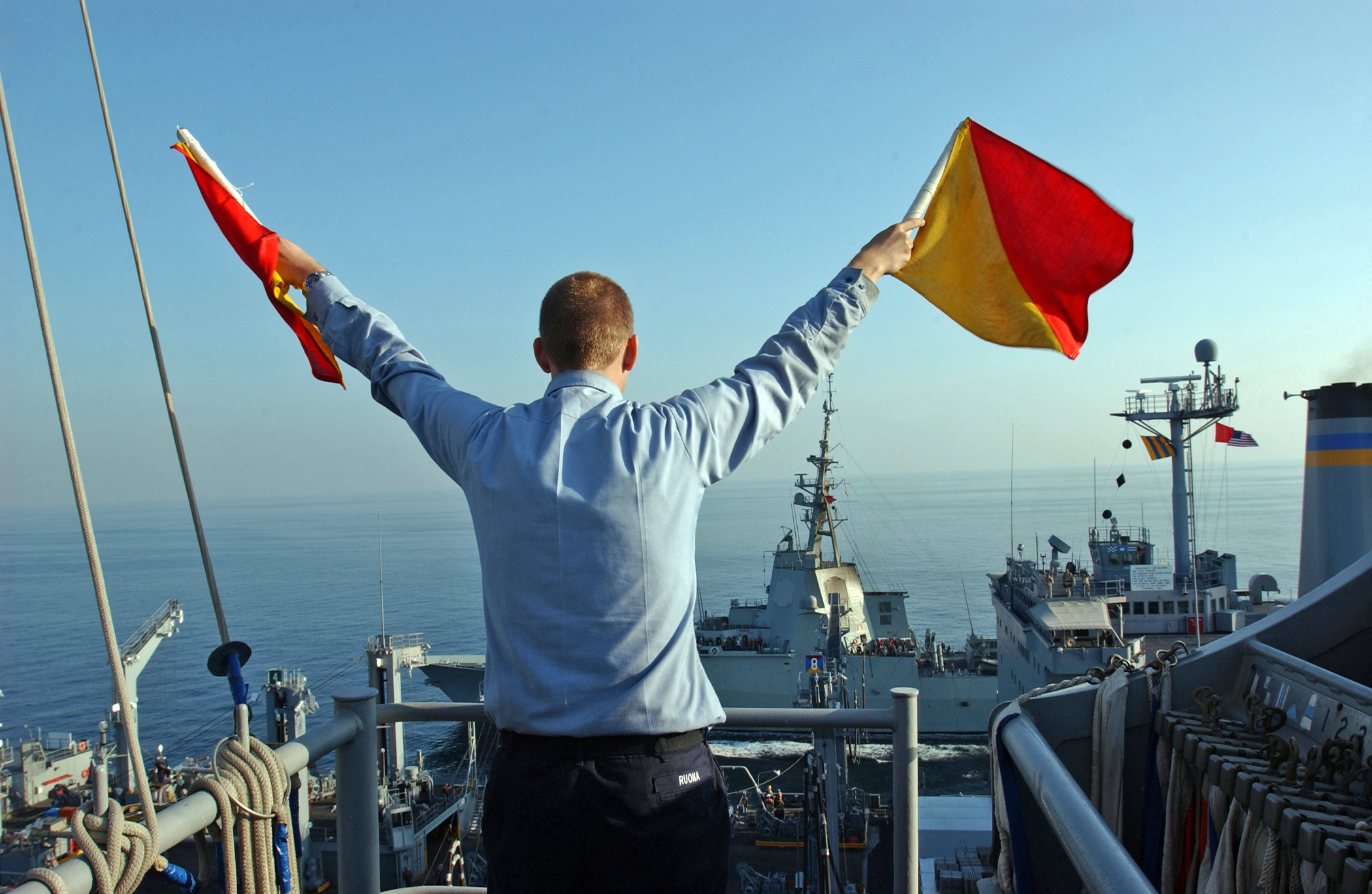
Un membru al echipajului Marinei SUA semnalează litera „U” folosind semaforul steagului în timpul unui exercițiu de reaprovizionare în curs (2005)

Alfabetul semaforic folosește 30 de semne pentru toate literele alfabetului latin și mesaje specifice.

A sau 1
B sau 2
C sau 3
D sau 4
E sau 5 (dacă semnaleză de 8 ori)
F sau 6
G sau 7
H sau 8
I sau 9
J sau faptul că urmează o literă
K sau 0
L
M
N
O
P
Q
R
S
T
U
V
W
X
Y
Z
relaxare / Space
numere (#)
Eroare / atenție
anulare / ignorați semnalul anterior

Numerele pot fi semnalate prin semnalizarea mai întâi „Numerale”. Literele pot fi semnalate prin semnalizarea întâi „J”. [ necesită citare ]
Expeditorul folosește semnalul „Atenție” pentru a solicita permisiunea de a începe o transmisie. Receptorul folosește un semnal „Gata de recepție” care nu este afișat mai sus pentru a acorda permisiunea de a începe transmisia. Receptorul ridică ambele steaguri pe verticală deasupra capului și apoi le pune în poziția de repaus, o singură dată, pentru a acorda permisiunea de a trimite. Expeditorul încheie transmisia cu semnalul „Gata de recepție”. Receptorul poate răspunde cu semnalul „Atenție”. În acest moment, expeditorul și destinatarul își schimbă locul.

## Origine
Semaforul steagului a apărut în 1866 ca o versiune portabilă a sistemului de telegraf optic al Home Riggs Popham folosit pe uscat și îmbunătățirea sa ulterioară de către Charles Pasley . Sistemul de teren a constat din linii de stații fixe (cladiri substanțiale) cu două brațe mari, mobile, pivotate pe un element vertical. Un astfel de sistem era incomod de instalat la bordul unei nave. Semaforul pavilionului a oferit o metodă ușoară de comunicare de la navă la navă sau de la navă la țărm atunci când distanțele nu erau prea mari. Potrivit lui Alexander J. Field de la Universitatea Santa Clara, „există dovezi” că Popham și-a bazat telegraful pe stațiile de coastă franceze utilizate pentru comunicațiile de la navă la țărm. [3] Multe dintre punctele de codale semaforului steagului se potrivesc cu cele ale telegrafului electric Foy-Breguet , de asemenea, descendent din telegraful optic francez. Deși bazat pe telegraful optic, până la introducerea semaforului de steag, telegraful optic fusese complet înlocuit cu telegraful electric cu câțiva ani înainte. [4]

## Alfabetul semaforic japonez

Combinația utilizată pentru オ ("O")

Marina comercială și serviciile armate japoneze au adaptat sistemul semaforului pavilionului la limba japoneză. [5] Deoarece sistemul lor de scriere implică un silabar de aproximativ două ori mai mare decât numărul de caractere din alfabetul latin , majoritatea caracterelor necesită două afișaje ale steagurilor pentru a fi finalizate; alții au nevoie de trei și câțiva doar unul. Steagurile sunt specificate ca un pătrat alb solid pentru mâna stângă și unul roșu solid pentru dreapta. Mișcările de afișare alese nu sunt ca sistemul „cadran rotativ” folosit pentru literele și cifrele alfabetului latin; mai degrabă, afișajele reprezintă unghiurile mișcărilor de pensulă folosite în scris în katakanasilabară și în ordinea trasării. De exemplu, caracterul pentru „O” [オ], care este desenat mai întâi cu o linie orizontală de la stânga la dreapta, apoi una verticală de sus în jos și, în final, o linie înclinată între cele două; urmează acea formă și ordine a prelungirilor de braț. Este brațul drept, care ține steagul roșu, care se mișcă ca un stilou, dar în oglindă, astfel încât observatorul să vadă modelul în mod normal. Ca și în telegrafie, silabaria katakana este cea folosită pentru a scrie mesajele pe măsură ce sunt primite. De asemenea, sistemul japonez prezintă numărul 0 prin mișcarea steagurilor într-un cerc, iar cele de la 1 la 9 folosind un fel de sistem „cadran rotativ”, dar diferit de cel folosit pentru limbile europene.
|   | –     | k     | s     | t     | n     | h     | m     | y     | r     | w     |
| - | ----- | ----- | ----- | ----- | ----- | ----- | ----- | ----- | ----- | ----- |
| a | あ ア | か カ | さ サ | た タ | な ナ | は ハ | ま マ | や ヤ | ら ラ | わ ワ |
| i | い イ | き キ | し シ | ち チ | に ニ | ひ ヒ | み ミ | *     | り リ | ゐ ヰ |
| u | う ウ | く ク | す ス | つ ツ | ぬ ヌ | ふ フ | む ム | ゆ ユ | る ル | *     |
| e | え エ | け ケ | せ セ | て テ | ね ネ | へ ヘ | め メ | *     | れ レ | ゑ ヱ |
| o | お オ | こ コ | そ ソ | と ト | の ノ | ほ ホ | も モ | よ ヨ | ろ ロ | を ヲ |

| 'n    | Voiced | Semi-voiced |
| ----- | ------ | ----------- |
| ん ン | ◌゙      | ◌゚           |

## Utilizări în comunicare în alfabetul semaforic
Steagurile semafor sunt, de asemenea, uneori folosite ca mijloace de comunicare în munți, unde comunicarea orală sau electronică este dificil de realizat. Deși nu poartă steaguri, ofițerii de la Poliția Regală Canadiană Montată au folosit semaforul de mână în acest mod. Unele companii de salvare de pe partea de surf, cum ar fi Ocean City, Maryland Beach Patrol, folosesc steaguri cu semafor pentru a comunica între salvamari. [6] Literele semaforului steagului sunt, de asemenea, un motiv artistic comun . Un exemplu de durată este simbolul păcii , adoptat de Campania pentru Dezarmare Nucleară în 1958, după logo-ul original creat de un artist comercial pe nume Gerald Holtom.de la Twickenham, Londra, folosind semaforul pentru N și D. [7] Holtom a proiectat logo-ul pentru a fi utilizat într-un marș de protest asupra stabilimentului de arme atomice de la Aldermaston, lângă Newbury, Anglia. Pe 4 aprilie 1958, marșul a părăsit Trafalgar Square spre Berkshire rural, purtând pancarte cu Ban the Bomb realizate de copiii lui Holtom, făcându-l prima utilizare a simbolului. Inițial, era violet și alb și semnifica o combinație a literelor semaforice N și D, care reprezintă „dezarmare nucleară”, circumscrisă de un cerc. [8]
Alături de codul Morse , semaforul pavilionului este utilizat în prezent de Marina SUA și continuă să fie, de asemenea, un subiect de studiu și pregătire pentru tinerii cercetași. Într-un semn satiric la utilizarea de durată a semaforului de steag în era Internetului, în ziua proștilor din 2007, organizația de standarde a Grupului operativ de inginerie a Internetului a subliniat Sistemul de semnalizare a steagurilor Semaphore , o metodă de transmitere a traficului pe Internet printr-un lanț de operatori de semafor de steag. . [9]

## Utilizare în cultura populară
Vezi și: Simboluri de pace § Simbol de pace
Coperta albumului pentru albumul Beatles din 1965 Help! Inițial, trebuia să-i fi portretizat pe cei patru membri ai trupei scriind „ajutor” în semafor, dar rezultatul a fost considerat neplăcut din punct de vedere estetic, iar brațele lor au fost poziționate într-un aranjament lipsit de sens, dar plăcut din punct de vedere estetic. [10]
Al doilea episod din seria a doua din Circul zburător al lui Monty Python a descris romanul lui Emily Brontë Wuthering Heights interpretat în semafor.